# Rudolf Heilbrunn
Rudolf Moritz Heilbrunn (* 20. April 1901 in Frankfurt am Main; † 4. Juli 1998 in Kaiserslautern) war ein deutscher Privatgelehrter, Historiker, Autor und Herausgeber jüdischer Abstammung.

## Leben
Er war der älteste Sohn des Frankfurter Rechtsanwalts und Politikers Ludwig Heilbrunn und der Juwelierstochter Clara Koch. Heilbrunn studierte Rechtswissenschaft an der Johann Wolfgang Goethe-Universität in Frankfurt, veröffentlichte 1924 seine Dissertation mit dem Titel Die rechtliche Stellung der Betriebsratsmitglieder im Aufsichtsrat und promovierte im Jahr 1928 zum Dr. jur. Nach Abschluss seines Studiums trat er in die Juwelierfirma Robert Koch seines Großvaters ein. Er zählte zu den regelmäßigen Hausgästen des Frankfurter Kunstsammlers Martin Flersheim und dessen Gattin Florence, geb. Livingston. Im Jahr 1933 heiratete er die spätere Übersetzerin Lore Grages.
Nach der „Arisierung“ der Firma durch die Nationalsozialisten im Jahr 1938 emigrierte er nach Amsterdam, wurde aber im Dezember 1943 ins Durchgangslager Westerbork deportiert.
Heilbrunn überlebte das Konzentrationslager, ging im Jahr 1950 zunächst nach Zürich und arbeitete anschließend als Privatgelehrter, Autor und Herausgeber in Kaiserslautern.
Der Maler Max Beckmann porträtierte 1946 in Amsterdam Rudolf M. Heilbrunn in einer Bleistiftzeichnung (Max Beckmann: Bildnis Dr. Rudolf M. Heilbrunn, Amsterdam 1946, Bleistiftzeichnung, Privatbesitz).

## Werke (Auswahl)
- Zehn Nachtwachen. Lebenserinnerungen, aufgezeichnet 1943 im Durchgangslager Westerbork, Hrsg. von der Kommission zur Geschichte der Frankfurter Juden, Societätsverlag, Frankfurt am Main 2000, ISBN 3-7973-0730-6
- Das Bankhaus J. Dreyfus & Co., Frankfurt a. M. - Berlin 1868-1939, o. O. 1962
- Zwischen Main und Lauter. Historische Studien und Begegnungen, Festgabe zum 90. Geburtstag, Institut für Pfälzische Geschichte und Volkskunde, Bezirksgruppe Kaiserslautern im Historischen Verein der Pfalz, Kaiserslautern 1991, ISBN 3-927754-07-2
- Die rechtliche Stellung der Betriebsratsmitglieder im Aufsichtsrat, Dissertation, Frankfurt, 1924